# Ghiron Francesco Villa
Ghiron Francesco Villa (Ferrara, ... – Torino, 5 giugno 1670) è stato un nobile e generale italiano.

## Biografia

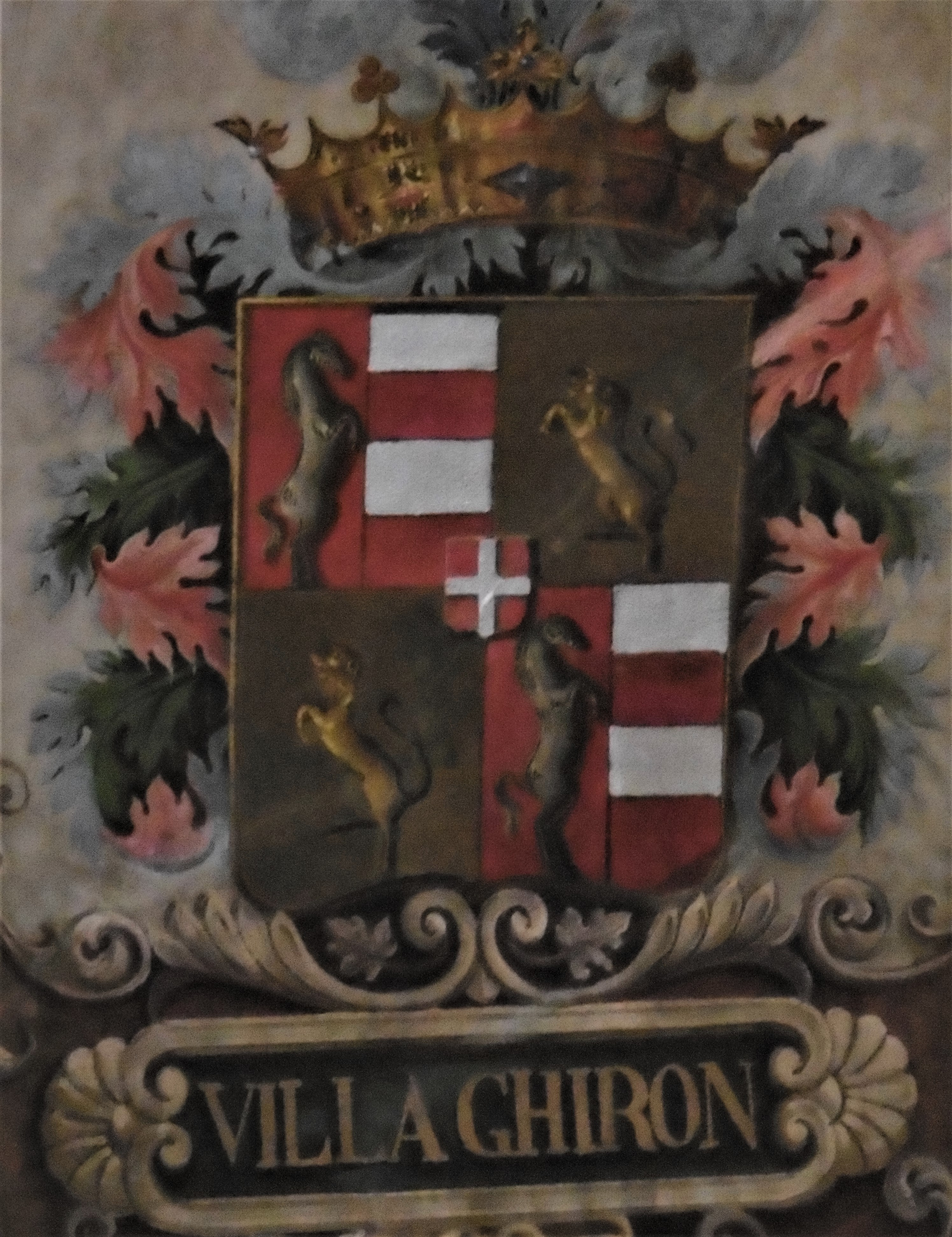
Stemma di Ghiron Villa nel Palazzo Municipale di Ferrara

Il marchese Ghiron Francesco Villa, figlio di Guido Villa, fu un nobile ferrarese discendente dell'importante famiglia Villa (originariamente de' Discalci di Villa Carminiana) trasferitasi da Padova e già al servizio degli estensi dal tempo di Niccolò III d'Este. Un esponente della famiglia, Guido I, due secoli dopo acquistò da Francesco I d'Este il palazzo dei Diamanti che quindi fu la residenza ferrarese del marchese nella città di Ferrara. Sposò Camilla Bevilacqua, anche lei di antica nobiltà.
Fu capitano di ventura molto apprezzato che servì col grado di generale in varie occasioni sotto le bandiere del Re Sole, del ducato di Savoia e della Serenisima.
Fu il condottiero ferrarese che, attorno al 1666, ebbe il comando delle truppe nella guerra in difesa di Candia contro l'esercito ottomano ottenendo vari successi sino a quando non venne richiamato altrove con altri incarichi.
Morì a Torino, poco dopo il suo rientro in Italia.

## Mausoleo in San Francesco

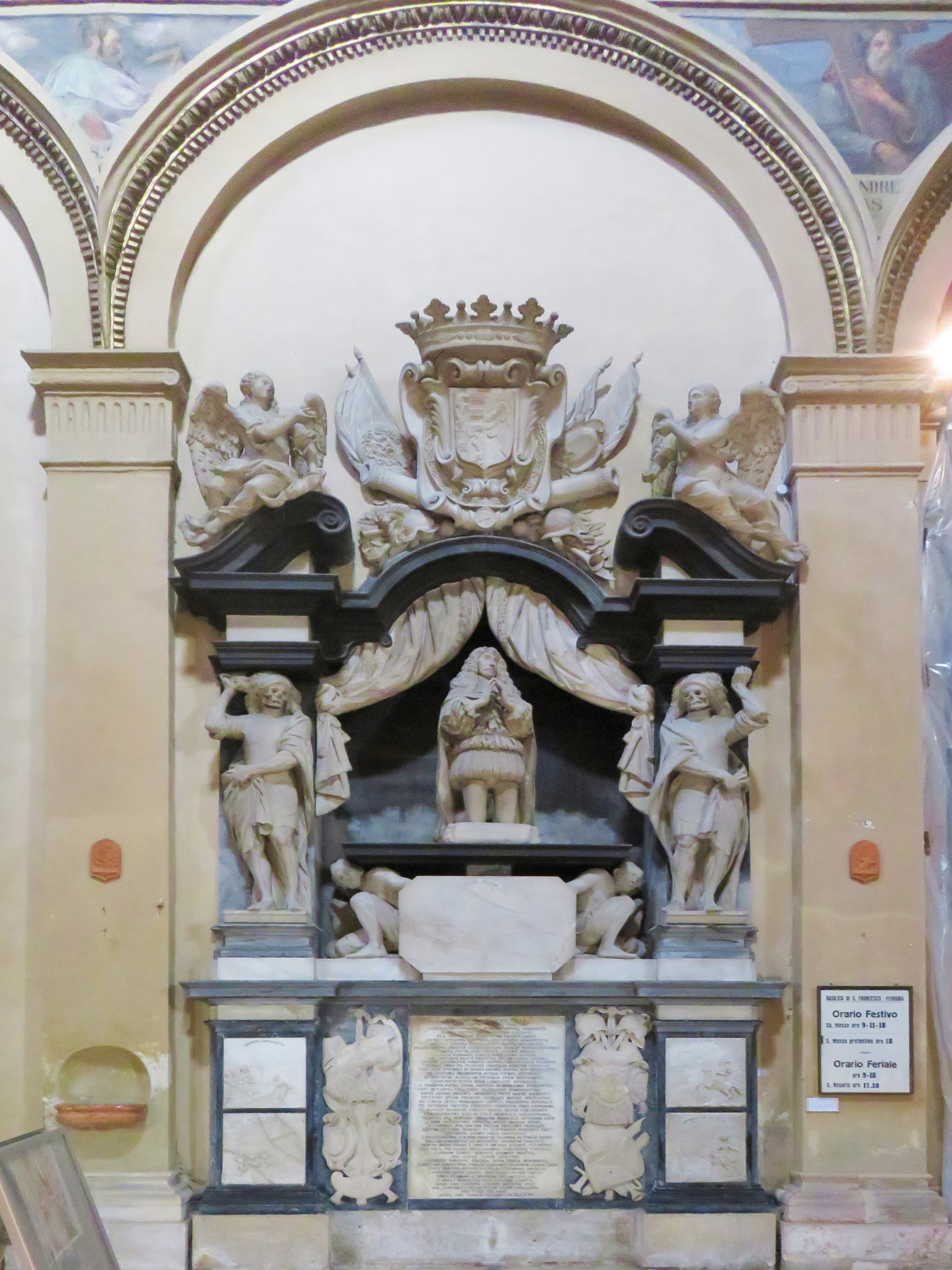
Mausoleo del marchese Ghiron Francesco Villa nella chiesa di San Francesco

Alla sua morte venne sepolto a Torino con tutti gli onori dai Savoia, che aveva a lungo servito, tuttavia la moglie volle che le sue ceneri venissero portate a Ferrara e, nella sua città natale, nella chiesa di San Francesco, fece costruire un mausoleo monumentale con bassorilievi per ricordare le sue imprese come generale e la sua fede.